# I pirati dell'acqua nera
I pirati dell'acqua nera (The Pirates of Dark Water) è una serie televisiva animata statunitense di genere fantasy prodotta da Hanna-Barbera Productions e trasmessa per la prima volta dal 1991 al 1993.
La serie venne creata dall'allora presidente e amministratore delegato di Hanna-Barbera David Kirschner, il quale prese spunto da un'idea che aveva avuto da bambino ispirandosi alle opere di Robert Louis Stevenson e alle illustrazioni di Howard Pyle e N.C. Wyeth. La miniserie originale di cinque episodi era il progetto animato più costoso che Hanna-Barbera avesse intrapreso fino a quel momento: ogni episodio di 30 minuti venne a costare 500.000 dollari cadauno.
La serie venne presentata in anteprima su Fox Kids all'inizio del 1991 come una miniserie in cinque parti intitolata semplicemente Dark Water. Dopo una serie di modifiche all'animazione e altri cambiamenti da parte di Hanna-Barbera, quegli episodi furono ritrasmessi più tardi come i primi cinque episodi della prima stagione, andata in onda su ABC tra i mesi di settembre e dicembre del 1991 e composta da tredici episodi. La seconda stagione, composta da soli otto episodi, andò invece in onda in syndication negli Stati Uniti dal 1992 al 1993 all'interno di The Funtastic World of Hanna-Barbera.
La storia della serie non è mai stata portata a termine, finendo bruscamente dopo i 21 episodi trasmessi e con solo otto tesori raccolti su tredici.
In Italia la serie venne trasmessa negli anni 1990 su Rai 1 all'interno di Solletico e in replica su Rai 2.

## Trama
Il mondo alieno di Mer è devastato da una sostanza malvagia nota come Acqua Nera, la quale distrugge ogni cosa che entra in suo contatto. Solo il giovane principe Ren può fermare tale minaccia recuperando i perduti tredici Tesori del Dominio. Per compiere tale impresa si avvale del suo fedele equipaggio, composto da Tula, Niddler e Ioz, ma a ostacolarlo c'è il malvagio signore dei pirati Bloth, che intende raccogliere per primo i Tesori del Dominio per sottomettere Mer al suo volere.
Mer è un pianeta molto diverso dalla Terra e possiede una varietà di creature con diversi gradi di intelligenza, come gli uccelli-scimmia e i leviatani. Il pianeta ha venti mari e la maggior parte delle soste dei vari equipaggi viene effettuata sulle isole. Alcune parti di Mer sono in continuo mutamento, come ad esempio un fiume di rocce appuntite che esce dall'oceano nel primo episodio e che sembra sfidare la fisica (nessuno dei personaggi è sconcertato dallo spettacolo, a parte il suo pericolo), ma è ignoto se ciò sia dovuto all'Acqua Nera o se sia semplicemente la natura del pianeta geologicamente iperattivo.
Octopon era un tempo la più grande città di Mer, chiamata da Ioz "il gioiello nella corona di Mer" nell'episodio 14, sebbene giaccia in rovina finché Ren non raccoglie i primi sette tesori, venendo parzialmente restaurata. Octopon sembra essere stata secoli avanti rispetto all'attuale stato tecnologico di Mer, anche se è probabile che la civiltà sia in continuo declino a causa dell'Acqua Nera che trasuda dal nucleo del pianeta.

## Personaggi

### Protagonisti
- Ren (doppiato da George Newbern): è il principe dell'ex grande regno di Octopon ed è il protagonista della serie. Figlio del re Primus (sconfitto e catturato 17 anni prima da Bloth), è stato cresciuto da un guardiano del faro alla periferia della sua terra natale, ignaro del suo destino e della sua eredità. Brandisce la spada spezzata che apparteneva a suo padre in tutta la sua forma. Entro la seconda metà della prima stagione riesce a liberare metà del pianeta Mer dall'Acqua Nera.
- Niddler (doppiato da Roddy McDowall nella miniserie originaria e da Frank Welker nella serie regolare): è una scimmia-uccello che un tempo apparteneva a Bloth fino a quando non riuscì a fuggire aiutando la fuga di Ren dal capitano dei pirati. Originario dell'isola di Pandawa, è costantemente avido di cibo (è ghiotto in particolare dei meloni minga) e la sua capacità di volare spesso torna utile in aiuto di Ren.
- Tula (doppiata da Jodi Benson): è un'"ecomante", ovvero una maga con la capacità di controllare gli elementi e la vita biologica, sia senziente che non senziente; possiede inoltre un'affinità naturale con la natura e gli animali. È testarda e spesso agita Ioz. Si presenta inizialmente come una semplice cameriera, ma si intrufola a bordo della nave di Ren e Ioz, affermando che voleva allontanarsi dalla fatica della vita sulla terraferma. In seguito si rivela un personaggio che ha molti segreti.
- Ioz (doppiato inizialmente da Héctor Elizondo e successivamente da Jim Cummings[5]): è un ladro e pirata che si unisce inizialmente a Ren con la promessa di un tesoro. Nel corso degli episodi diventa più maturo e si affeziona a Ren e al suo idealismo, evolvendosi in una figura fraterna protettiva e rischiando spesso la vita per Ren e la ricerca dei Tesori. Ciononostante porta ancora avanti i suoi tentativi di arricchirsi rapidamente, ma per lo più senza successo. Ha anche una sorella minore di nome Solia, che appare nella serie. Come Niddler, inizialmente ha lavorato anche lui per Bloth.
- Zoolie (doppiato da Dick Gautier): è un furfante allegro e dai capelli rossi che gestisce una casa di gioco a Janda-Town. Era assieme a Ioz sulla nave di Bloth, il Maelstrom. Sebbene non sia un personaggio principale, fa apparizioni ricorrenti offrendo consigli e assistendo Ren e i suoi amici ogni volta che attraccano a Janda-Town.
- Teron (doppiato da Dan O'Herlihy): è un supremo ecomante che germoglia radici dal suo corpo per rifornirsi da una scorta portatile di suolo nativo quando è lontano dalla sua terra natale, Andorus. Viene visto per la prima volta nella serie come prigioniero sulla nave di Bloth, il quale usa il suo potere per compiere del male, esaurendo a sua volta l'ambiente locale e la sua energia vitale positiva. Tula ha un grande rispetto per lui come ecomante ed è stata mandata in missione per riportarlo ad Andorus per curare l'isola devastata dall'Acqua Nera.

### Antagonisti
- Bloth (doppiato da Brock Peters): grande quanto un bue, è il capitano umanoide della temuta nave pirata Maelstrom ed è uno dei principali antagonisti della serie. Sta cercando i tredici Tesori del Dominio per controllare tutta l'Acqua Nera di Mer e di conseguenza il pianeta stesso. Distrusse la flotta di Primus 17 anni prima degli eventi della serie, catturando il re e il suo aiutante Avagon, anche se i sette capitani che accompagnavano Primus riuscirono a fuggire con i tredici Tesori. Da allora li ha cercati ossessivamente e ha distrutto ogni residuo della stirpe di Primus altrettanto ossessivamente, uccidendo tutti gli eredi al trono di Octopon che poteva scovare e devastando e saccheggiando la città. Tenne prigioniero Primus per 17 anni prima che il vecchio re scappasse via per ritornare a Octopon. Dopo aver appreso che Primus ha un figlio, ha trasferito il suo odio fanatico che nutriva per Primus anche nei confronti di Ren, iniziando a dare la caccia al ragazzo lungo i venti mari di Mer per catturare i Tesori e ucciderlo. Nella seconda metà della prima stagione stringe un'alleanza incerta e diffidente con Morpho, uno dei principali agenti di Dark Dweller.
  - Mantus (doppiato da Peter Cullen): è il secondo in comando di Bloth. Con la sua personalità fredda e calcolatrice si propone come stratega di battaglia per la flotta di Bloth.
  - Konk (doppiato da Tim Curry): è un pirata basso e grasso che lavora per Bloth. Ha perso una gamba a causa di un incontro ravvicinato con il feroce animale domestico del suo padrone, il Constrictus; per molto tempo è stato l'unico a sopravvivere dopo tale esperienza. Sebbene non sia particolarmente intelligente, possiede più spavalderia della maggior parte dell'equipaggio di Bloth, cercando sempre di ottenere elogi da lui.
  - The Lugg Brothers (doppiati da Earl Boen e Frank Welker): due fratelli enormi e stupidi che sono membri dell'equipaggio di Bloth. Cercano di aiutare Konk, ma la loro stupidità li fa rendere più d'intralcio che di aiuto. Appaiono come personaggi principali solo nei primi cinque episodi della serie.
- Dark Dweller (doppiato da Frank Welker): è uno dei principali antagonisti della serie ed è una creatura potente e malvagia che ha creato l'Acqua Nera. Inizialmente aveva fatto disperdere i tredici Tesori perché il loro potere è l'unica cosa in grado di opporsi a lui e al suo piano malvagio di far inghiottire Mer dall'Acqua Nera.
  - Morpho (doppiato da Neil Ross): è un servitore di Dark Dweller ed è il leader dei suoi adepti, i Dark Disciples. Unisce le forze con Bloth e funge da intermediario tra il capitano dei pirati e Dark Dweller, in modo che possano aiutarsi a vicenda nel loro obiettivo comune di uccidere Ren e i suoi amici, sebbene abbiano due obiettivi molto diversi per la Bussola e i Tesori. Era un alchimista che stava facendo ricerche sull'Acqua Nera quando Dark Dweller lo catturò e lo trasformò in modo che non fosse più completamente umano, rendendolo un servitore eterno. Possiede un tentacolo al posto di un braccio e metà del suo corpo è stato rimodellato per assomigliare a un amalgama di creature degli abissi. Si riferisce a se stesso come a una creatura di due mondi, quello di Ren e quello di Dark Dweller.
- Joat (doppiato da Andre Stojka): è un pirata, nonché precedente proprietario del Wraith. La sua nave è stata rubata da Ioz. Usa il suo artiglio di metallo al posto della mano sinistra senza pietà in battaglia. Originariamente previsto per ricoprire un ruolo più importante nella serie, la sua unica apparizione importante è avvenuta nell'episodio The Soul Stealer.

## Navi
- Wraith: è una nave veloce e bella, originariamente di proprietà di Joat, che Ioz ruba per Ren dai moli di Janda-Town. Ha una randa unica e dinamica che ruota per rallentare la nave o fungere da paracadute. Questa randa può anche essere staccata per essere utilizzata come un grande aliante. La Bibbia scritta durante la produzione iniziale della serie afferma che il Wraith è stato costruito con legname di alberi mistici su un'isola remota e che il legname conserva ancora la forza vitale di quegli alberi, facendo sembrare la nave come se fosse infestata o come se avesse una mente propria.
- Maelstrom: è l'enorme e letale nave da guerra di Bloth. È costruita con le carcasse sbiancate dei leviatani e assomiglia a un gigantesco fossile galleggiante. Sotto il ponte principale si trova un labirinto di passaggi, linee fognarie, celle di detenzione e alloggi degli schiavi. Il temuto Constrictus vive nelle viscere di questo vascello della morte.

## Episodi

### Prima stagione
| nº | Titolo originale       | Titolo italiano | Prima TV USA     |
| -- | ---------------------- | --------------- | ---------------- |
| 1  | The Quest              | La missione     | 25 febbraio 1991 |
| 2  | Dishonor               |                 | 26 febbraio 1991 |
| 3  | Break Up               |                 | 27 febbraio 1991 |
| 4  | Betrayal               |                 | 28 febbraio 1991 |
| 5  | Victory                |                 | 1º marzo 1991    |
| 6  | Andorus                |                 | 19 ottobre 1991  |
| 7  | A Drop of Darkness     |                 | 26 ottobre 1991  |
| 8  | The Beast and the Bell |                 | 2 novembre 1991  |
| 9  | Panacea                |                 | 9 novembre 1991  |
| 10 | King Niddler           |                 | 16 novembre 1991 |
| 11 | The Collection         |                 | 23 novembre 1991 |
| 12 | The Little Leviathan   |                 | 30 novembre 1991 |
| 13 | The Dark Dweller       |                 | 7 dicembre 1991  |

### Seconda stagione
| nº | Titolo originale           | Titolo italiano | Prima TV USA     |
| -- | -------------------------- | --------------- | ---------------- |
| 14 | The Dark Disciples         |                 | 8 novembre 1992  |
| 15 | The Ghost Pirates          |                 | 15 novembre 1992 |
| 16 | The Dagron Master          |                 | 22 novembre 1992 |
| 17 | The Game Players of Undaar |                 | 29 novembre 1992 |
| 18 | The Pandawa Plague         |                 | 2 maggio 1993    |
| 19 | Sister of the Sword        |                 | 9 maggio 1993    |
| 20 | The Soul Stealer           |                 | 16 maggio 1993   |
| 21 | The Living Treasure        |                 | 23 maggio 1993   |

## Home video
Il 31 agosto 2010 la Warner Archive ha pubblicato The Pirates of Dark Water: The Complete Series in DVD solo per la Regione 1 come parte della Hanna-Barbera Classics Collection. Si tratta di una versione "Manufacture-on-Demand" (MOD), disponibile esclusivamente tramite il negozio online di Warner e su Amazon.com.

## Fumetti
Nel novembre 1991 la Marvel Comics ha prodotto una serie di fumetti basata sul cartone animato. Originariamente intesa come una serie limitata divisa in sei parti, è stata estesa a 9 numeri per includere una storia originale in tre parti. È stata anche prodotta una serie di action figure basate sui personaggi dello spettacolo, composta da Ren, Niddler, Ioz, Zoolie, Bloth, Konk, Mantus, Joat e Wraith.

## Videogiochi
Sempre a partire dalla serie animata vennero prodotti due videogiochi, entrambi intitolati Pirates of Dark Water e pubblicati da Sunsoft per le piattaforme SNES e Sega Mega Drive.
La versione per SNES è un picchiaduro a scorrimento laterale nello stile di Final Fight di Capcom, sviluppato in collaborazione da membri dello staff giapponese e americano, in cui i giocatori possono scegliere di giocare nei panni di Ren, Tula o Ioz e procedere a combattere la banda di Bloth. Possono giocare fino a due giocatori contemporaneamente. Ogni personaggio ha un attacco che elimina i nemici circostanti sacrificando parte della barra vitale (calcio rotante per Ren, energia dell'ecomante per Tula e pugno rotante per Ioz), nonché la capacità di parare i colpi dei nemici, cosa non comune nei giochi di questo genere.
La versione per Mega Drive, sviluppata dal Team Iguana, è un gioco platform a scorrimento laterale con elementi RPG. Un gioco di ruolo basato sulla serie animata venne pubblicato nel 1994, ma ebbe una produzione limitata.